# Тибетский углозуб
Тибетский углозуб (лат. Batrachuperus tibetanus) — вид хвостатых земноводных из семейства углозубов, обитающий в Западном Китае.

## Описание
Длина тела с хвостом 13,5—17 (21) см. Ороговевшие покровы имеются на пальцах и стопах, их окраска на кончиках пальцев темно-коричневая, на остальных участках — светло-коричневая. Общая окраска тела от оливковой до тёмно-коричневой. По всей спине и брюху, или только по бокам беспорядочно разбросаны нечёткие тёмно-коричневые пятна различной величины.

## Распространение и образ жизни
Горные районы на северо-западе Сычуани, юго-западе Ганьсу, юге Шаньси и северо-востоке Тибетского автономного района. Населяет горные потоки на высоте 1500—4250 м, чаще выше 3000 м. Вид постоянноводный, хотя в условиях высокогорья может зимовать на суше. Обычно встречается в ручьях 1—2 м шириной и 15—30 см глубиной, где в дневное время держится под корягами и крупными камнями. С наступлением темноты вылезает из укрытий и активно ищет корм — различных беспозвоночных (бокоплавов, водных насекомых) — на мелководных участках.
Возможно, подобно семиреченскому лягушкозубу, выходит на сушу, чтобы перейти в лежащий выше по течению участок ручья, минуя стремнины. Тогда может кормиться и наземными насекомыми.
Размножаются один раз в год с апреля по июнь в зависимости от высоты местности. Парные икряные мешки содержат 10—15 яиц и прикрепляются к погруженным в воду поверхностям камней и брёвен. Для нормального развития эмбрионов необходима проточная вода. Личинки развиваются очень долго, метаморфоз наступает через 2—3 года.